# Leignes-sur-Fontaine
Leignes-sur-Fontaine è un comune francese di 581 abitanti situato nel dipartimento della Vienne nella regione della Nuova Aquitania.

## Società

### Evoluzione demografica
Abitanti censiti